# Myrcha Point
Der Myrcha Point (englisch für polnisch Przylądek Myrchy) ist eine Landspitze an der Südküste von King George Island im Archipel der Südlichen Shetlandinseln. Am Nordufer der King George Bay liegt sie an der Front des Polonia-Piedmont-Gletschers.
Polnische Wissenschaftler benannten sie 1981 nach dem Biologen Andrzej Myrcha, Teilnehmer zweier polnischer Antarktisexpeditionen (1977–1978 und 1979–1980).